# Holochelus tauricus
Holochelus tauricus är en skalbaggsart som beskrevs av Blanchard 1851. Holochelus tauricus ingår i släktet Holochelus och familjen Melolonthidae. Inga underarter finns listade i Catalogue of Life.